# Electronics International

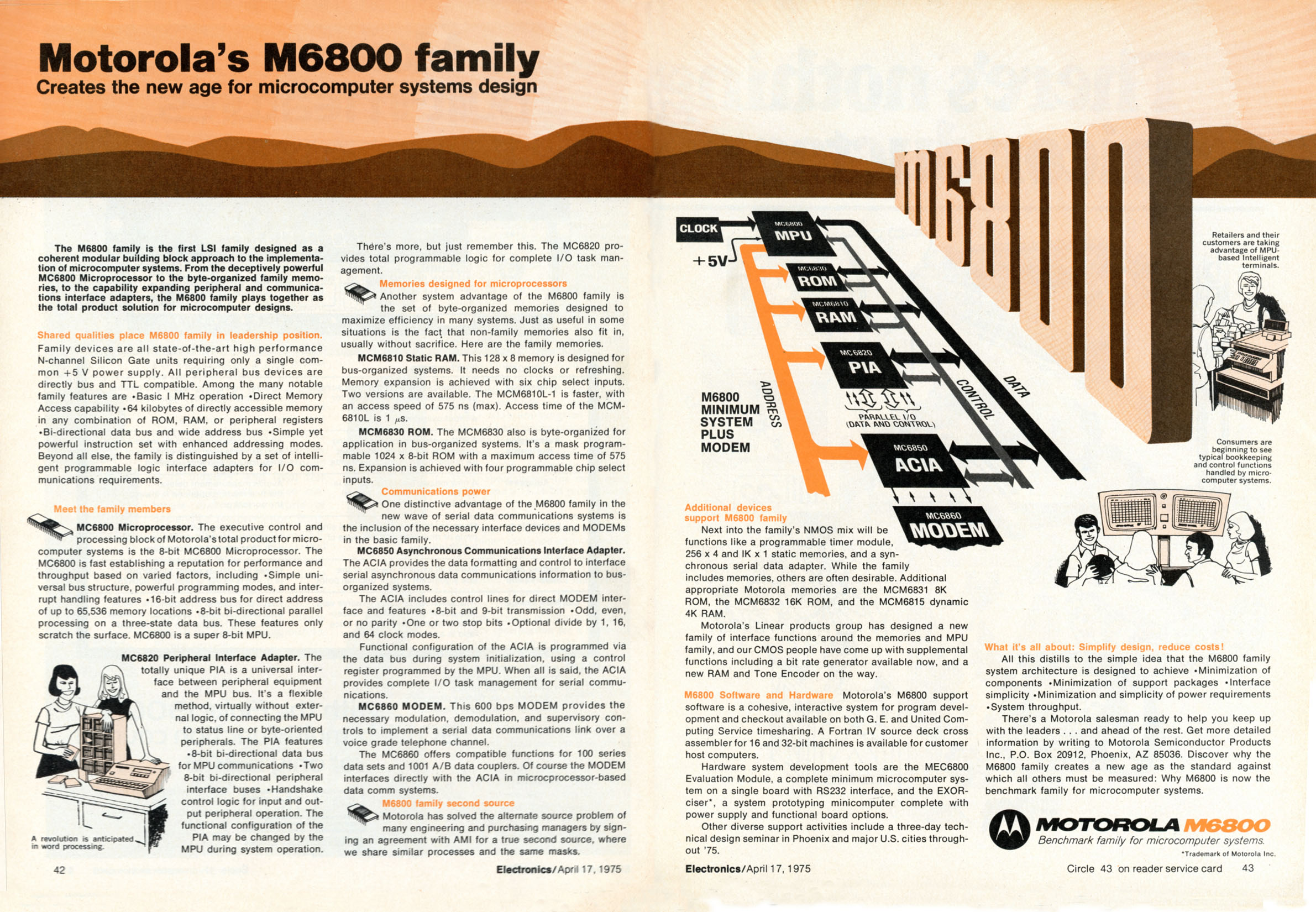
Anzeige für Motorola’s M6800 Microcomputer Familie in Electronics 1974

Electronics International war ein amerikanisches Branchenmagazin der Elektronikindustrie.
Die Zeitschrift bestand seit April 1930 und gehörte dem McGraw-Hill-Verlag. Sie begleitete die Entwicklung der Halbleiterindustrie von ihren Anfängen an mit technischen und wissenschaftlichen Grundlagenartikeln. So wurde darin im April 1965 von Gordon Moore das nach ihm benannte Mooresche-Gesetz publiziert, im März und April 1974 die Motorola 6800-Prozessorfamile angekündigt bzw. vorgestellt – und in letzterer Ausgabe auch der ungefähr zeitgleich erscheinende Intel-8080, 1980 wiederum wurden die Interna des 8087-Math-CoProcessors von Intel vorgestellt. 1995 wurde die Zeitschrift – nachdem sie bereits von McGraw-Hill verkauft worden war – eingestellt.